# Bujar Lika
Bujar Lika (sinh ngày 11 tháng 8 năm 1992 ở Ferizaj, Nam Tư) là một cầu thủ bóng đá người Albania thi đấu ở vị trí tiền vệ hay hậu vệ phải cho Grasshoppers tại Giải bóng đá vô địch quốc gia Thụy Sĩ.

## Sự nghiệp quốc tế
Lika ra mắt quốc tế cho Đội tuyển bóng đá quốc gia Albania trong thất bại giao hữu 1-0 trước Na Uy vào ngày 26 tháng 3 năm 2018.